# キアサージ号とアラバマ号の海戦
キアサージ号とアラバマ号の海戦（キアサージごうとアラバマごうのかいせん: The Battle of the U.S.S. "Kearsarge" and the C.S.S. "Alabama"）は、フランスの画家、エドゥアール・マネが1864年に油彩で描いた戦争画である。その年の6月、フランスのシェルブール港の沖で戦われた、アメリカ南北戦争のシェルブールの海戦を描いている。マネにとって初めて同時代の「歴史的事件」を描いた作品であり、初の海洋の風景を描いた作品である。その年、パリの画廊で展示され、1873年のパリのサロンにも出展された。現在はアメリカのフィラデルフィア美術館のコレクションとなっている。

## 概要
この作品を描いた1864年は、マネにとって、1863年に落選展に、『草上の昼食』を出展してその主題が風紀に反すると非難を浴び、スキャンダルとなった年の翌年である。1861年に始まった南北戦争はこのころには北軍が優勢を確かにし、終結に向かっていた。南軍（アメリカ連合国海軍）の軍艦、CSSアラバマは1862年8月から1864年6月にかけて、通商破壊活動を行い、北軍の輸送にかなりの損害を与えることに成功していた。 1864年6月11日に、アラバマは修理と補給のためにシェルブール港に入港した。その3日後に、2年間にわたりアラバマを追っていた北軍の軍艦、USSキアサージは、シェルブールに到着し、航路を封鎖した。アラバマの船長、ラファエル・セムズは、戦うことを決意し、6月19日にアラバマはフランス海軍艦艇に公海に出るまで護衛されて進み、公海で2隻の軍艦は1時間の激しい砲撃戦を行った後、アラバマは沈没した。この戦いはフランスやイギリスで大きく報道された。マネは戦闘を目撃してはいなかったが、新聞の説明に基づいて、この海戦を主題に作品の制作を始め、26日後には、パリのリシュリュー通りのアルフレッド・カダールの画廊で作品を展示した。この作品は1872年1月に画商のポール・デュラン＝リュエルが他のいくつかのマネの絵画とともに購入し、1872年のサロンでも展示された。その後、1878年に収集家のマルグリット・シャルパンティエに購入されるなど何度か所有者が変わった後、1888年にフィルデルフィアの弁護士で収集家のジョン・G・ジョンソンが購入した。ジョンソンが亡くなった後、1917年にフィラデルフィア美術館に遺贈された。
高い位置にある水平線近くに沈み始めたアラバマが描かれ、その後ろに煙に隠れたキアサージがかろうじて見えるという構図になっている。前景には、脱出する水兵を救出するために急ぐフランスのヨットが描かれている。

## ギャラリー

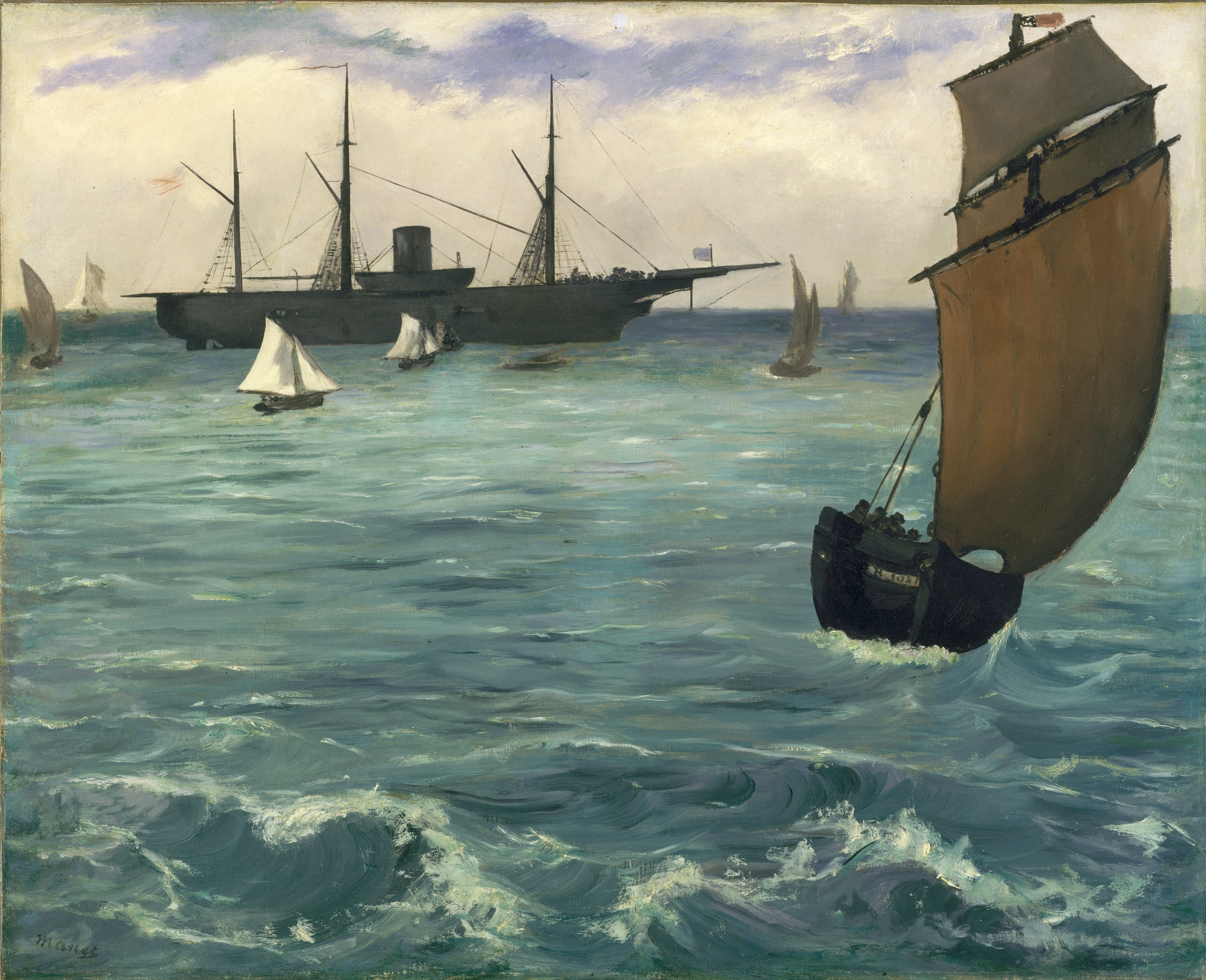
マネが1864年に描いたブローニュ＝シュル＝メールに停泊するキアサージ号、メトロポリタン美術館蔵
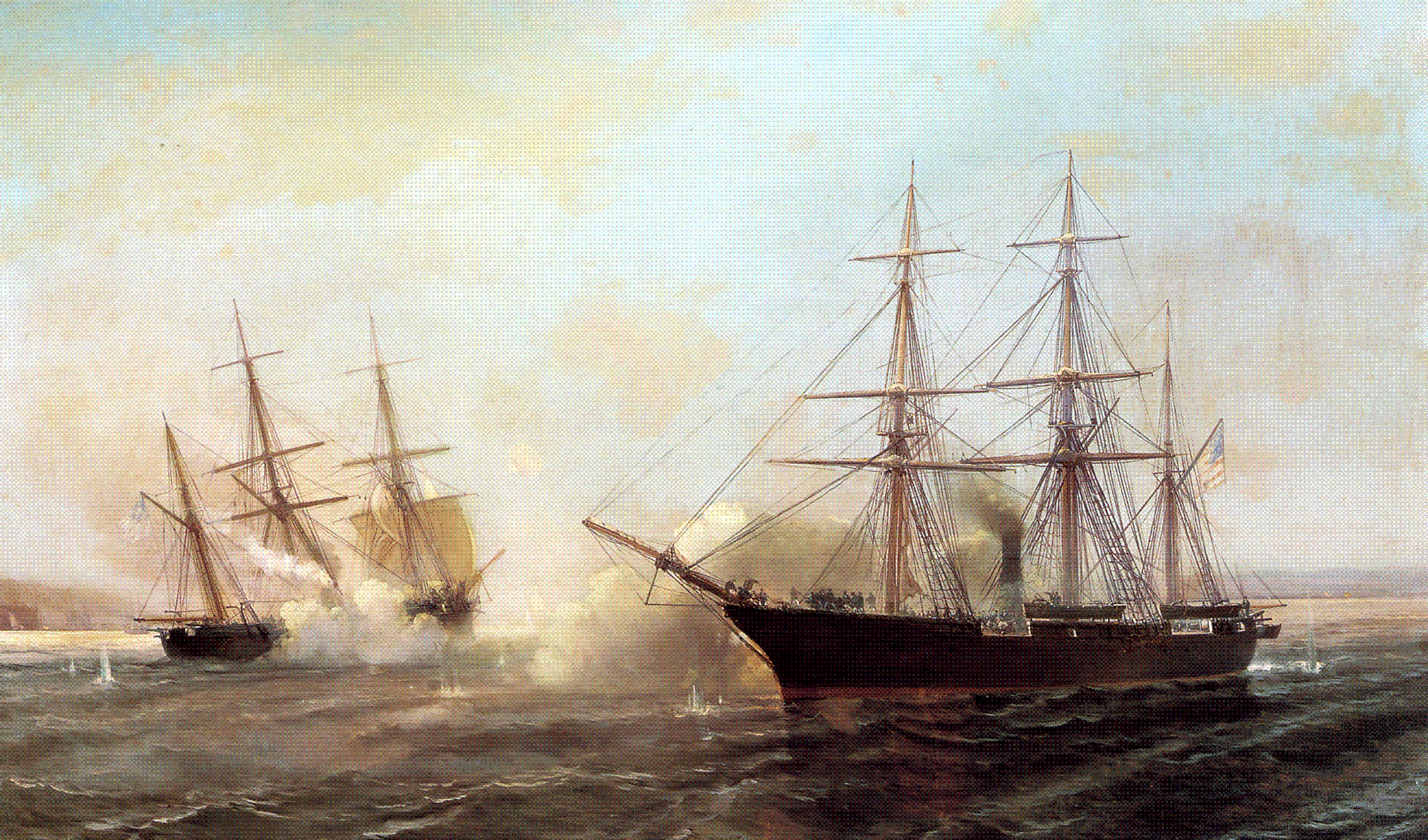
デュラン＝ブラジェによるシェルブールの海戦
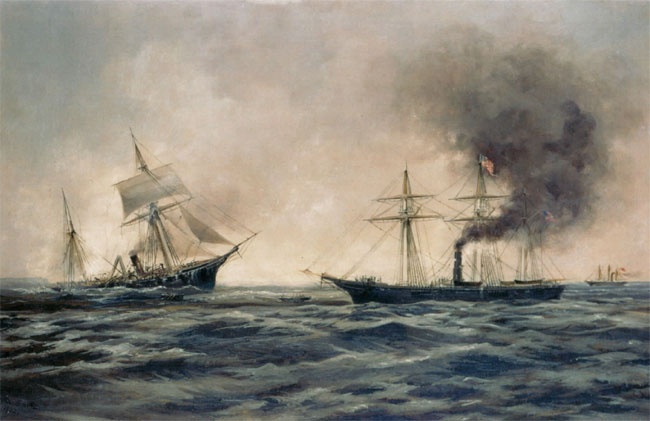
ザンサス・ラッセル・スミス(Xanthus Russell Smith)によるシェルブールの海戦